# Martin Kristjansen
Martin Kristjansen (født 12. november 1977) er en dansk bokser i letvægt fra Slagelse, Danmark. Han er tidligere interkontinental letvægtsmester.
Kristjansen blev rangeret første gang på WBOs letvægts rangering da han besejrede letvægtsbokseren Amir Khan, som var rangeret på en tredjeplads den 5. april, 2008 i en titelkamp. Efter et stormløb fra Khan i den 7. runde, stoppede dommerne kampen med danskeren som var ude af stand til at forsvare sig.